# Diószegi Sámuel (botanikus)

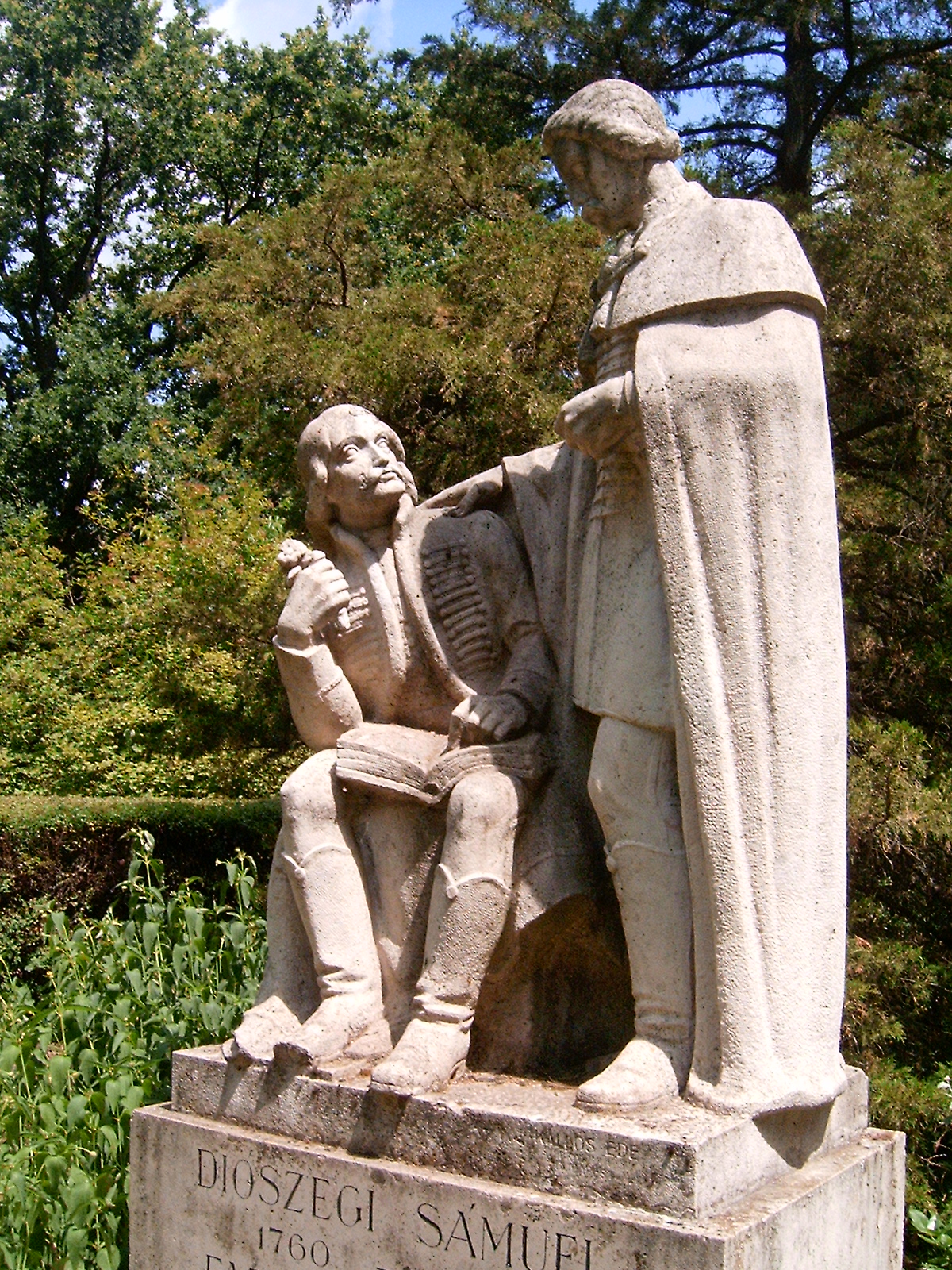
Diószegi Sámuel és Fazekas Mihály szobra Debrecenben

Diószegi Sámuel, olykor Diószeghi Sámuel formában is (Debrecen, 1761. január 5. – Debrecen, 1813. augusztus 2.) református lelkész, esperes, botanikus.

## Élete

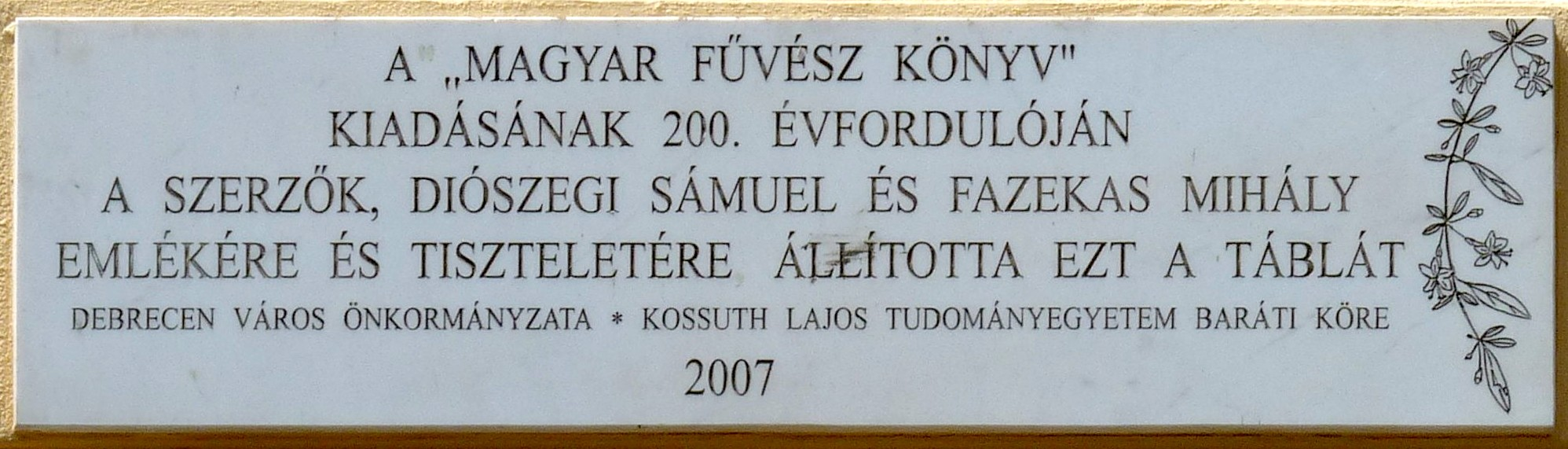

Diószegi F. Pál leányiskolai tanító és Szappanos Erzsébet fiaként született. Iskoláit szülővárosában járta, 1775. április 27-én lépett a felső osztályba (subscribált). 1783-ban primárius és poéták tanítója volt a főiskolában. 1784. április 29. Hajdúböszörményben lett rektor, itt három évet töltött. 1787-ben Kecskeméten ideiglenes tanárként alkalmazták. Innen egy fél év múlva Göttingenbe ment az egyetemre, ahol többek között mértant, természettant és orvostudományokat hallgatott. Hazatérte után 1789-ben Hajdúnánáson, 1793. április 18-án Hajdúböszörményben, majd 1803. március 29-én Debrecenben választották meg papnak. 1806 januárjában egyházmegyei jegyző, 1809. január 13-án esperes, április 22-én egyházkerületi jegyző lett.
1813. augusztus 2-án hunyt el, Debrecenben. Némethi István hajdúszoboszlói pap búcsúztatta, Tatai Sándor tanár pedig emlékbeszédet mondott. Síriratát, mely egész életrajzot foglal magába, Budai Ézsaiás írta és a Magyar Kurír II., Honnyi levelek című mellékletének 9. száma közli. A budapesti egyetemi füvészkertben szerény cseppkő talapzaton egyszerű oszlopot állítottak Diószegi és Fazekas emlékének.
A magyar füvésztudomány terén úgyszólva minden kezdemény az ő nevével van kapcsolatban. 1807-ben megpendítette egy növénytani szaklap vagy folyóirat megindításának eszméjét, de ezt csak évtizedekkel később kivitelezték.

## Munkái

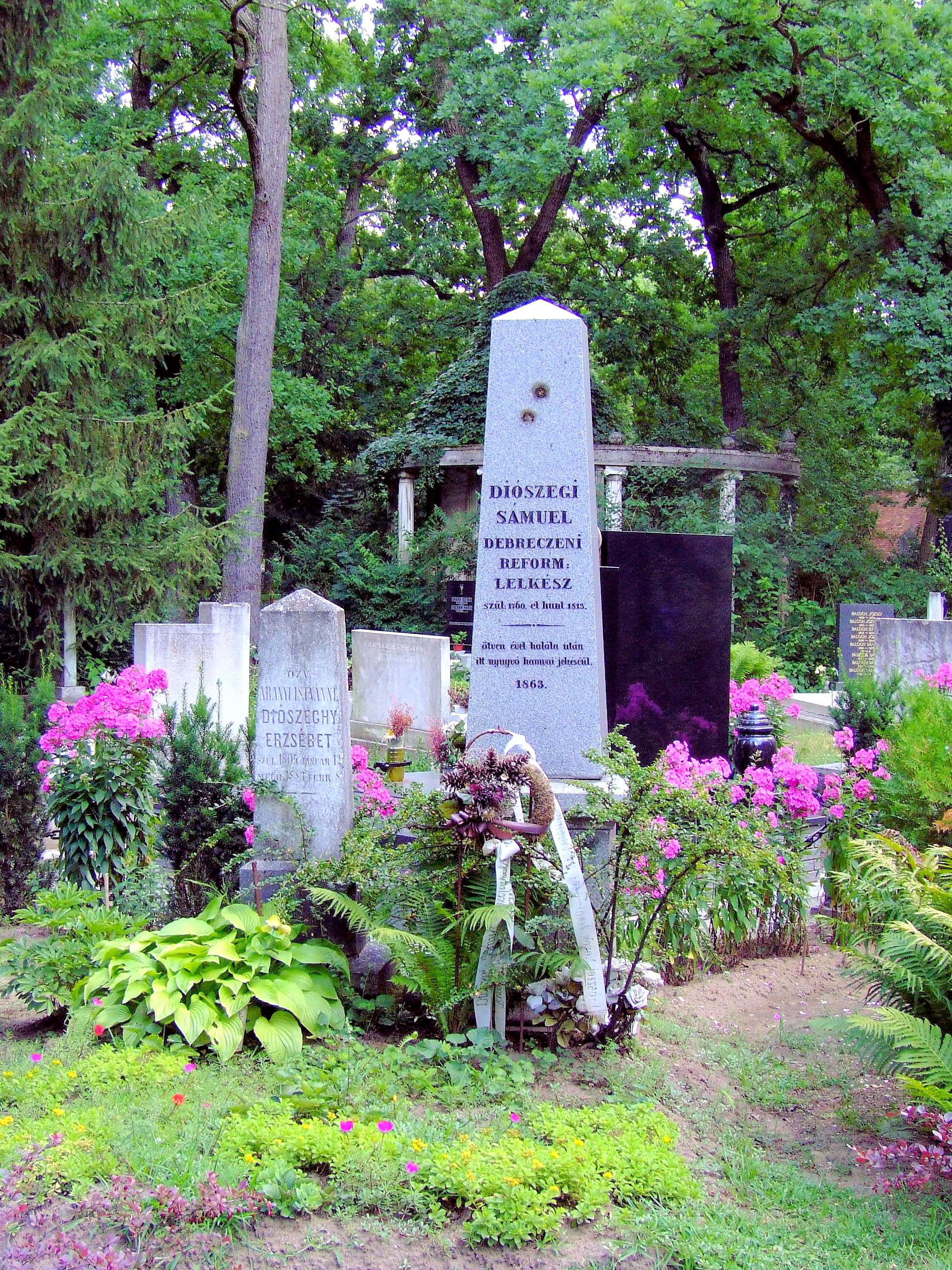
Sírja Debrecenben

1. Magyar füvész-könyv, mely a két magyar hazában található növényeknek megismertethetésére vezet, a Linné alkotmánya szerint. Debrecen, 1807. Két rész. (Sógorával, Fazekas Mihállyal, kinek nővére, Mária Diószegi neje volt, együtt írták.)
2. Erkölcsi tanítások prédikácziókban. Debrecen, 1808. Két kötet.
3. Prédikáczio, melyet a szatmári helv. vallástételt követő keresztyének új templomának felszentelésére készített és abban szept. 27. 1807. elmondott. Debrecen, 1808.
4. Halotti tanítás, melyel néhai… Szombathi István urnak… emlékezetét tisztelte… jún. 17. 1810. eszt. Debrecen, 1810.
5. Abéce. Debrecen, 1810. (Több kiadást ért meg. Ez a Diószegi neve alatt ismert könyv az elemi iskolás gyermekek tankönyveként szolgált.)
6. Orvosi füvész-könyv, mely a magyar füvészkönyv praktika része. A füvészek és nem füvészek számokra készült, és hasznavehetővé tétetett. Debrecen, 1813.

Fábián József Lelki pásztori Tárházában (Pest, 1818. l.) jelent meg: A világnak bölcsessége és az Istennek bölcsessége című beköszöntő beszéde. Levele Tóth Ferenchez (1810. április 26.)
Részt vett a református énekeskönyv reformmunkálataiban, tőle is van két ének benne, a vasárnap reggeli 4. invokáció (Úr Isten kész én szivem…) és a hétköznapi 5. invokáció (E szent házban megállottunk…) írta a 179. dics. Dicsőült helyeken… s a 173. dics. Kegyes Jézus én imádságomra…